# Queensferry (Walia)
Queensferry – miasto i gmina (community) w północno-wschodniej Walii, w hrabstwie Flintshire, położone na południowym brzegu rzeki Dee, na wschód od Shotton, wchodzące w skład konurbacji Deeside. W 2011 roku liczyło 2109 mieszkańców.
Nazwa miasta pochodzi od funkcjonującej w tym miejscu w przeszłości przeprawy promowej przez rzekę Dee. Miejscowość pierwotnie nazwana Lower Ferry, przemianowana została na Kingsferry po koronacji Jerzego IV w 1820 roku i ostatecznie na Queensferry po koronacji królowej Wiktorii w 1837 roku. W 1897 roku otwarty został w tym miejscu pierwszy most drogowy, zastąpiony w 1926 roku przez istniejącą do dziś konstrukcję zwodzoną, wpisaną do rejestru zabytków. W 1960 roku w jego sąsiedztwie wzniesiony został drugi most, którym przebiega droga A494.